# Adolph Raht

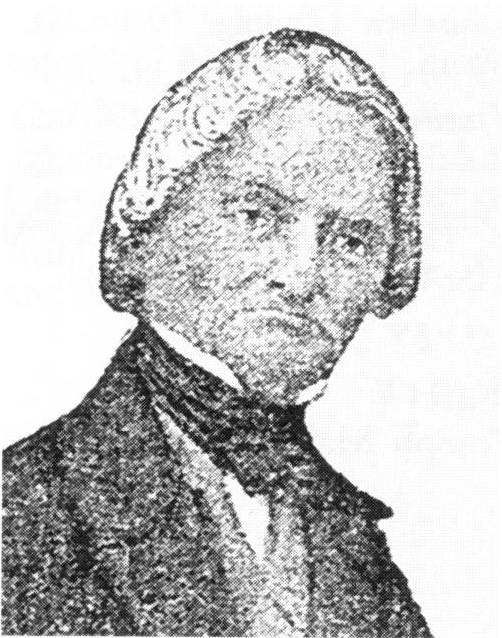
Adolph Raht

Johann Andreas Adolph Raht (* 11. Juni 1789 in Rennerod; † 28. November 1858 in Hochheim am Main) war nassauischer Jurist und Politiker.

## Leben
Adolph Raht besuchte 1802 bis 1806 das Gymnasium Weilburg und studierte ab 1807 Rechts- und Staatswissenschaften an der Universität Heidelberg und ab 1808 an der Universität Göttingen. Nach dem Examen 1810 wurde er 1811 Amtsakzessist im Amt Nassau.
1805 leistete er in den Befreiungskriegen freiwillig Kriegsdienst als Oberleutnant im 1. Regiment des Landwehrbataillons in der Herzoglich Nassauischen Armee und war Teilnehmer der Schlacht von Waterloo.
Danach wurde er Amtsakzessist im Amt Wiesbaden, wo er zum Regierungsassessor und 1819 zum Regierungsrat befördert wurde. 1822 wurde er Rat und 1826 Direktor am Hof- und Appellationsgericht Wiesbaden. 1830 wurde er zum Geheimen Rat und Direktor des Hofgerichtes Dillenburg ernannt. Dort wurde er 1843 Präsident. 1848 wurde er in den Staatsrat berufen und provisorischer Leiter des Staatsministeriums. 1849 wurde er vorzeitig in den Ruhestand versetzt.
Nach der Märzrevolution wurde er nach dem Rücktritt von Carl Schenck in einer Nachwahl im Wahlkreis 1 (Dillenburg/Herborn) von 1848 bis 1851 Mitglied der Nassauische Ständeversammlung. Dort gehörte er dem Club der Linken an.
Adolph Raht war einer der führenden Köpfe der Märzrevolution in Nassau. Er wurde 1848 Mitbegründer und später Vorstandsmitglied im „demokratischen Verein“ in Wiesbaden und später im „Bund demokratischer Vereine Nassaus“. 1848 wurde er in das Staatsministerium berufen, um die Gesetzesvorlagen für die Umsetzung der vom Herzog am 5. März 1848 genehmigten Neun Forderungen der Nassauer zu erarbeiten.
Er war Teilnehmer des Idsteiner Demokratenkongresses der radikalen Demokraten im Juni 1849 und wurde dort in den Vorstand und Landesausschuss gewählt. Im folgenden Hochverratsprozess gegen führende Teilnehmer vom 8. bis 15. Februar 1850 vor dem Kriminalgericht Wiesbaden wurde er und die anderen Angeklagten durch die Geschworenen freigesprochen.

## Familie
Adolph Raht war der Sohn des Amtmanns und Justizrates Georg Daniel Raht (* 4. Januar 1740 in Diez; † nach 1815) und dessen Ehefrau Dorothea Philippine geborene Herborn.
Er heiratete am 16. Mai 1822 in erster Ehe Josephine geborene Neuenburg († 6. Juni 1826). Am 7. Juli 1828 heiratete er in Diez in zweiter Ehe Maria Wilhelmine geborene Goedecke (* 24. Januar 1804 in Oranienstein), die Tochter des Landtagsabgeordneten Heinrich Carl Goedecke.

## Auszeichnungen
- Waterloo-Medaille (Nassau)